# Kap Harald Moltke
Kap Harald Moltke är en udde i Grönland (Kungariket Danmark). Den ligger i den norra delen av Grönland, 2 100 km nordost om huvudstaden Nuuk.
Terrängen inåt land är varierad. Havet är nära Kap Harald Moltke åt sydost.  Det finns inga samhällen i närheten. 